# Pallpata (distrito)
O distrito peruano de Pallpata é um dos oito distritos da Província de Espinar, situase no Departamento de Cusco, perteneciente a Departamento de Cusco, Peru.

## Transporte
O distrito de Pallpata é servido pela seguinte rodovia:
- CU-134, que liga o distrito à fronteira com a Região de Puno
- CU-133, que liga o distrito à cidade de Pichigua
- PE-34J, que liga o distrito de San Antonio de Chuca (Região de Arequipa à cidade
- PE-3SG, que liga o distrito de Challhuahuacho (Região de Apurímac) à cidade de Ayaviri (Região de Puno) [1][2][3]